# Келли, Мартин
Ма́ртин Ке́лли (англ. Martin Kelly; родился 27 апреля 1990, Уистон, Мерсисайд, Англия) — английский футболист, защитник.

## Карьера
Мартин Келли летом 2007 года был переведён из академии «Ливерпуля» на тренировочную базу в Мелвуде. В интервью официальному сайту клуба он рассказывал, что очень рад перейти на новый уровень, после того, как 2 года лечил травму спины. Под руководством Гари Аблетта выиграл чемпионат Премьер-Лиги среди резервных команд, а затем кубок Далласа, забив гол в финале. В сезоне 2008/09 попал в заявку первой команды. Дебютировал в основной команде 9 декабря 2008 года в матче группового этапа Лиги чемпионов УЕФА сезона 2008/09 против ПСВ, заменив в конце матча капитана Каррагера.
В конце марта 2009 года Келли перешёл под аренду команды Хаддерсфилда, где получил хвалебные отзывы и забил свой первый гол в профессиональном футболе. В конце мая — начале июня сыграл все матчи за сборную Англии до 19 лет в отборе к юношескому Чемпионату Европы вместе с командой получил путёвку в финальный этап на Украине. Рафаэль Бенитес заявил, что, после ухода из клуба Сами Хююпя, у Келли появился шанс пробиться в первую команду. Свой первый гол за клуб забил в матче Кубка Лиги против лондонского «Челси» на 63 минуте, отличившись после подачи Крэйга Беллами. Ливерпуль в том матче выиграл 2:0.
14 августа 2014 года Мартин из «Ливерпуля» перешёл в «Кристал Пэлас». В 2022 году у Келли закончился контракт с «Кристал Пэлас». Он покинул команду и стал свободным агентом. За клуб он провёл 148 матчей, забил 1 гол и отметился 4 результативными передачами.

### «Вест Бромвич Альбион»
1 сентября 2022 года Мартин Келли становится игроком «Вест Бромвича», подписав контракт до июля 2024 года. 5 октября 2022 года Мартин дебютирует за «Вест Бромвич», выйдя в стартовом составе в матче против «Престона». Игра закончилась со счётом 1:0 в пользу «Престона». Келли отыграл все 90 минут.
В ноябре 2022 года из-за нехватки игрового времени был переведён в молодёжную команду «Вест Бромвича (до 21)». 7 ноября принял участие в матче «Премьер-лиги 2. Дивизион 2» против «Ноттингем Форест (до 21)». Матч закончился со счётом 1:5 в пользу клуба из Уэст-Бриджфорда. Мартин отыграл первый тайм, но в перерыве был заменён. В декабре был обратно переведён во взрослую команду, с которой принял участие в товарищеских матчах. 12 декабря снова сыграл за «Вест Бромвич» в чемпионшипе, выйдя на замену в концовке победного матча против «Сандерленда» (2:1).
Летом 2024 года покинул «Вест Бромвич» в связи с истечением срока контракта.

#### Аренда в «Уиган Атлетик»
30 января 2023 года «Вест Бромвич» отдаёт Мартина в аренду в «Уиган Атлетик» до конца сезона 2022/23. 6 февраля Келли дебютировал за «Уиган Атлетик», выйдя в стартовом составе. На поле провёл 75 минут, после чего был заменён. 31 мая по окончании аренды вернулся в «Вест Бромвич».

## Достижения
«Ливерпуль»
- Чемпионат Премьер-Лиги среди резервных команд: 2008
- Обладатель Кубка Далласа: 2008
- Обладатель Кубка Футбольной лиги: 2011/12
- Финалист Кубка Англии: 2011/12

«Кристал Пэлас»
- Финалист Кубка Англии: 2015/16

## Клубная статистика
Откорректировано по состоянию на 12 февраля 2023
| Клуб                 | Сезон      | Лига | Лига | Кубок ФА | Кубок ФА | Кубок Лиги | Кубок Лиги | Еврокубки | Еврокубки | Другие | Другие | Итого | Итого |
| Клуб                 | Сезон      | Игры | Голы | Игры     | Голы     | Игры       | Голы       | Игры      | Голы      | Игры   | Голы   | Игры  | Голы  |
| -------------------- | ---------- | ---- | ---- | -------- | -------- | ---------- | ---------- | --------- | --------- | ------ | ------ | ----- | ----- |
| → Уиган Атлетик      | 2022/23    | 1    | 0    | 0        | 0        | 0          | 0          | 0         | 0         | 0      | 0      | 1     | 0     |
| Вест Бромвич Альбион | 2023/24    | 0    | 0    | 0        | 0        | 0          | 0          | 0         | 0         | 0      | 0      | 0     | 0     |
| Вест Бромвич Альбион | 2022/23    | 5    | 0    | 2        | 0        | 0          | 0          | 0         | 0         | 0      | 0      | 7     | 0     |
| Кристал Пэлас        | 2021/22    | 3    | 0    | 1        | 0        | 0          | 0          | 0         | 0         | 0      | 0      | 4     | 0     |
| Кристал Пэлас        | 2020/21    | 6    | 0    | 0        | 0        | 1          | 0          | 0         | 0         | 0      | 0      | 7     | 0     |
| Кристал Пэлас        | 2019/20    | 19   | 0    | 1        | 0        | 1          | 0          | 0         | 0         | 0      | 0      | 21    | 0     |
| Кристал Пэлас        | 2018/19    | 13   | 0    | 4        | 0        | 3          | 0          | 0         | 0         | 0      | 0      | 20    | 0     |
| Кристал Пэлас        | 2017/18    | 15   | 0    | 1        | 0        | 3          | 0          | 0         | 0         | 0      | 0      | 18    | 0     |
| Кристал Пэлас        | 2016/17    | 29   | 0    | 3        | 0        | 2          | 0          | 0         | 0         | 0      | 0      | 34    | 0     |
| Кристал Пэлас        | 2015/16    | 13   | 0    | 1        | 1        | 3          | 0          | 0         | 0         | 0      | 0      | 17    | 1     |
| Кристал Пэлас        | 2014/15    | 31   | 0    | 3        | 0        | 0          | 0          | 0         | 0         | 0      | 0      | 34    | 0     |
| Ливерпуль            | 2013/14    | 10   | 0    | 2        | 0        | 1          | 0          | 0         | 0         | 0      | 0      | 8     | 0     |
| Ливерпуль            | 2012/13    | 4    | 0    | 0        | 0        | 0          | 0          | 3         | 0         | 0      | 0      | 7     | 0     |
| Ливерпуль            | 2011/12    | 12   | 0    | 3        | 0        | 5          | 1          | 0         | 0         | 0      | 0      | 20    | 1     |
| Ливерпуль            | 2010/11    | 10   | 0    | 1        | 0        | 1          | 0          | 8         | 0         | 0      | 0      | 20    | 0     |
| Ливерпуль            | 2009/10    | 1    | 0    | 0        | 0        | 0          | 0          | 2         | 0         | 0      | 0      | 3     | 0     |
| → Хаддерсфилд Таун   | 2008/09    | 7    | 1    | 0        | 0        | 0          | 0          | 0         | 0         | 0      | 0      | 7     | 1     |
| Ливерпуль            | 2008/09    | 0    | 0    | 0        | 0        | 0          | 0          | 1         | 0         | 0      | 0      | 1     | 0     |
| Клуб Итого           | Клуб Итого | 179  | 1    | 22       | 1        | 20         | 1          | 14        | 0         | 0      | 0      | 229   | 3     |